# 바흐가

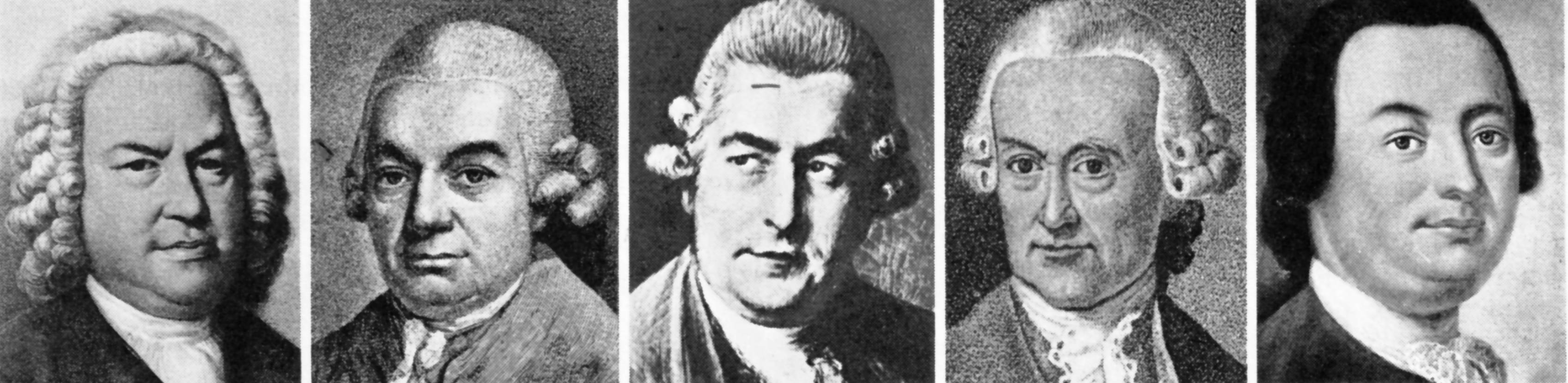
요한 제바스티안 바흐와 그의 아들 C. P. E. 바흐, 요한 크리스티안 바흐, 빌헬름 프리드만 바흐 그리고 J. C. F. 바흐

바흐 가(독일어: Familie Bach)는 200여 년 가까이 음악사에서 중요한 역할을 하고, 50여 명의 유명한 음악가와 상당히 주목할 만한 작곡가들이 있으며, 가장 유명한 요한 제바스티안 바흐가 속해 있다.

## 같이 보기
- P. D. Q. 바흐